# Pedro de Vargas
Pedro de Vargas (Còrdova, 1553 - ?) va ser un pintor hispano-peruà. A Lima va aprendre la pintura, després va ingressar a l'orde jesuïta. A partir de 1577 va ser deixeble i col·laborador de Bernardo Bitti tant a Lima com a Cuzco, fruit de la qual es van realitzar els retaules principals de l'Església de San Pedro de Lima i un dels retaules de l'Església de la Companyia de Cuzco, ambdues obres perdudes. És probable que deixés obres a Cuzco que encara no han sigut identificades. El 1591 es trasllada a Quito i pinta la seva Inmaculada amb Sant Lluís Gonzaga i Sant Estanislau de Kotska que avui es troba a la sala capitular de la Companyia de Quito i que, segons Mesa i Gisbert, està falsament atribuïda a Angelino Medoro. Vargas és un dels pioners en la tècnica del brocateado a l'Escola cuzquenya de pintura.